# Adorf

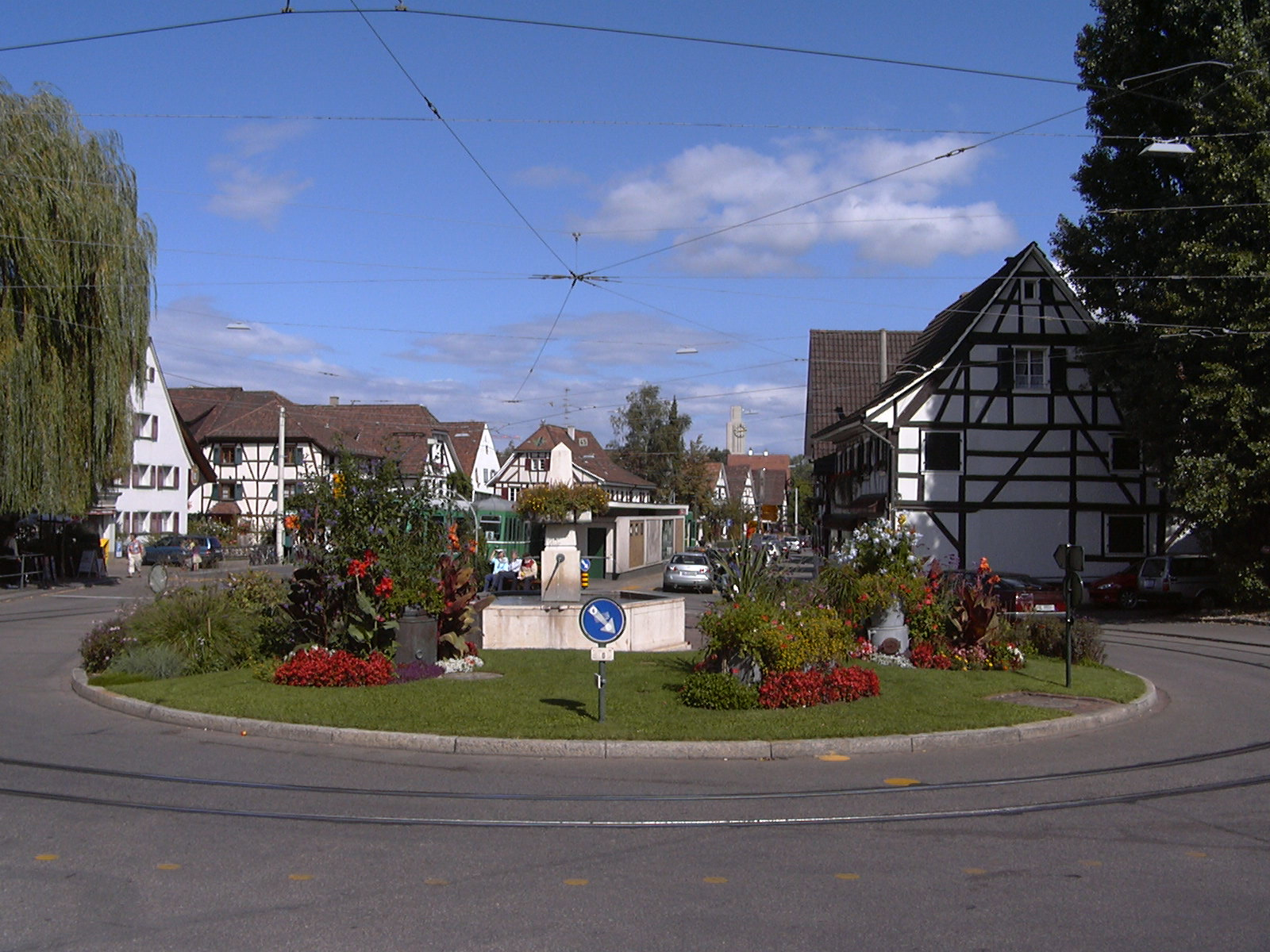
Adorf

Adorf [ˈadɔʁf] este un oraș mic în Vogtlandkreis în sud-vestul statului Saxonia, Germania. Adorf poate fi tradus prin "satul A", "A" însemnând în germana veche apă ("Ahha").